# Антоан-Анри Жомини
Барон Антоан-Анри Жомини (фр. Antoine de Jomini; 1779—1869), француски и руски генерал, писац, војни теоретичар, историчар и оснивач и професор Војне академије царске Русије; Швајцарац италијанског поријекла. Као мајор швајцарске војске прешао у војну службу Наполеона и напредовао до чина генерала. У рату 1813. постаје начелник штаба маршала Мишела Неја. Незадовољан и разочаран понижавањима и спорим напредовањем у војној служби, прелази на страну Русије.

## Младост
Жомини је рођен 6. март 1779. у Пајерну у кантону Вауд у Швајцарској. Још је као дјечак био одушевљен војним позивом. Родитељи су били против, и када је имао 14 година, на силу су га уписали у пословну школу. Године 1796. се преселио у Париз. Једно вријеме ради у банкарству. Ускоро напушта банкарство одлучан да своју каријеру настави у војсци.

## У швајцарској војсци
У 1798. године, након оснивања Швајцарске, налази мјесто у Министарству војном нове швајцарске владе као секретар у чину капетана. У 1799. години након што је унапређен у чин мајора, Жомини је преузео одговорност за реорганизацију пословања Министарства. У том својству, он је унапредио многе стандардизоване процедуре. Користи своју позицију да експериментишете са организационим системима и стратегијама.
После мира у Луневилеу у 1801. години, Жомини се вратио у Париз. Посао му је био неинтересантан па је највећи дио свог времена провео у припреми своју прве књиге о војној теорији: Расправа о главним војним операцијама (Траите дес Грандес операције милитаирес). Мишел Неј, један од најбољих Наполеонових генерала, прочитао је ову књигу и већ је 1803. помогао њено објављивање. Књига се појавила у неколико томова од 1804. до 1810, брзо је преведена и ускоро се о њој расправљало у војним круговима цијеле Европе.

## У француској војсци
Године 1805, Жомини учествује у бици код Аустерлица као сарадник у личном штабу маршала Неја. У децембру исте године понуђен му је чин пуковника у француској војсци. Жомини то прихвата и као Нејов пуковник учествује у биткама код Улма и Јене.
Жомини је учествовао са Наполеоном и у бици код Јене, а у бици код Ејлауа освоја крст Легије части.
Постаје шеф штаба маршала Неја и добија баронску титулу. После шпанског рата 1808. године, стицајем разних околности, између остслог зависти конкурената у војној каријери, пада у немилост. Стиче бројне непријатеље, а посебно Наполеоновог генерала, начелника царевог штаба Луја Александра Бертијеа.

## У руској војсци
Године 1807. Жомини је у преговорима да пређе у руску службу. Када је то дознао, Наполеон, у намјери да спријечи Жоминија да напусти француску војску, додјељује му чин бригадног генерала.
На крају су дали сагласност и пристанак и руски, и француски владар, да Жомини ради у обе војске. Рат између Француске и Русије је осујетио ову идеју.
Године 1815. је у делегација са руским царем Алесандром у Паризу. Здушно покушава да спаси свога стасрог команданта маршала Неја. Ова одбрана га скоро кошта позиције у руској служби. Ипак је, међутим, успио у превазилажењу отпора његових непријатеља, а и активно је учествовао на Бечком конгресу.

## Последње године испуњеног и догог живота
Предано се бави и књижевинм радом. Наставља своју функцију у руској војсци. Одонда до одласка у пензију 1829. је углавном запослен у војном образовању Царевића Николаја (касније цар). У опсади Варне је награђен високим царским одликовањем.
То је било његово последње активно учешће. 1829. године се настанио у Бриселу који је Жеминију био главно пребивалиште за наредних тридесетак година. 1853. године, након безуспешног утицаја на политичко разумевање Француске и Русије, Жомини је позван у Санкт Петербург за царевог војног савјетника током Кримског рата. 1856. године, након закључења мира, вратио се у Брисел. Касније је доселио у Паси близу Париза. Он је, до краја свог живота, ужурбано радио у писању расправа, памфлета и радова из војне струке и историје умејтности. Умро је у Паси 24. март 1869. године, само годину дана прије Француско-пруског рата од 1870-71.

## Занимљивост
Портрет Антоана-Арниа Жоминија се чува у сталној поставци Војне Галерије у Зимском дворцу у Русији, иако је у току рата у 1812. години, био на супротној страни, у служби Наполеонове војске.

## Дјела
- Критичка историја војних похода у Револуцији (Histoire critique et militaire des campagnes de la Revolution)
- Преглед ратне вештине (Précis de l'Art de la Guerre)